# Dongo (Kungu)
Pour les articles homonymes, voir Dongo.

Dongo est une localité du territoire de Kungu, dans le district du Sud-Ubangi de la province de l'Équateur en république démocratique du Congo. Elle est située sur la rive gauche de l’Ubangi, à la frontière avec la république du Congo.

## Histoire
En octobre 2009, des rivalités entre tribus ont viré en affrontements entre milices armées provoquant le déplacement de près de 100 000 personnes. La majorité s’est réfugiée dans le district de Bétou sur l’autre rive de l’Ubangi au Congo-Brazzaville.
La plupart des réfugiés sont des Ebolas mais aussi des Enyeles .